# Crónica de Croyland

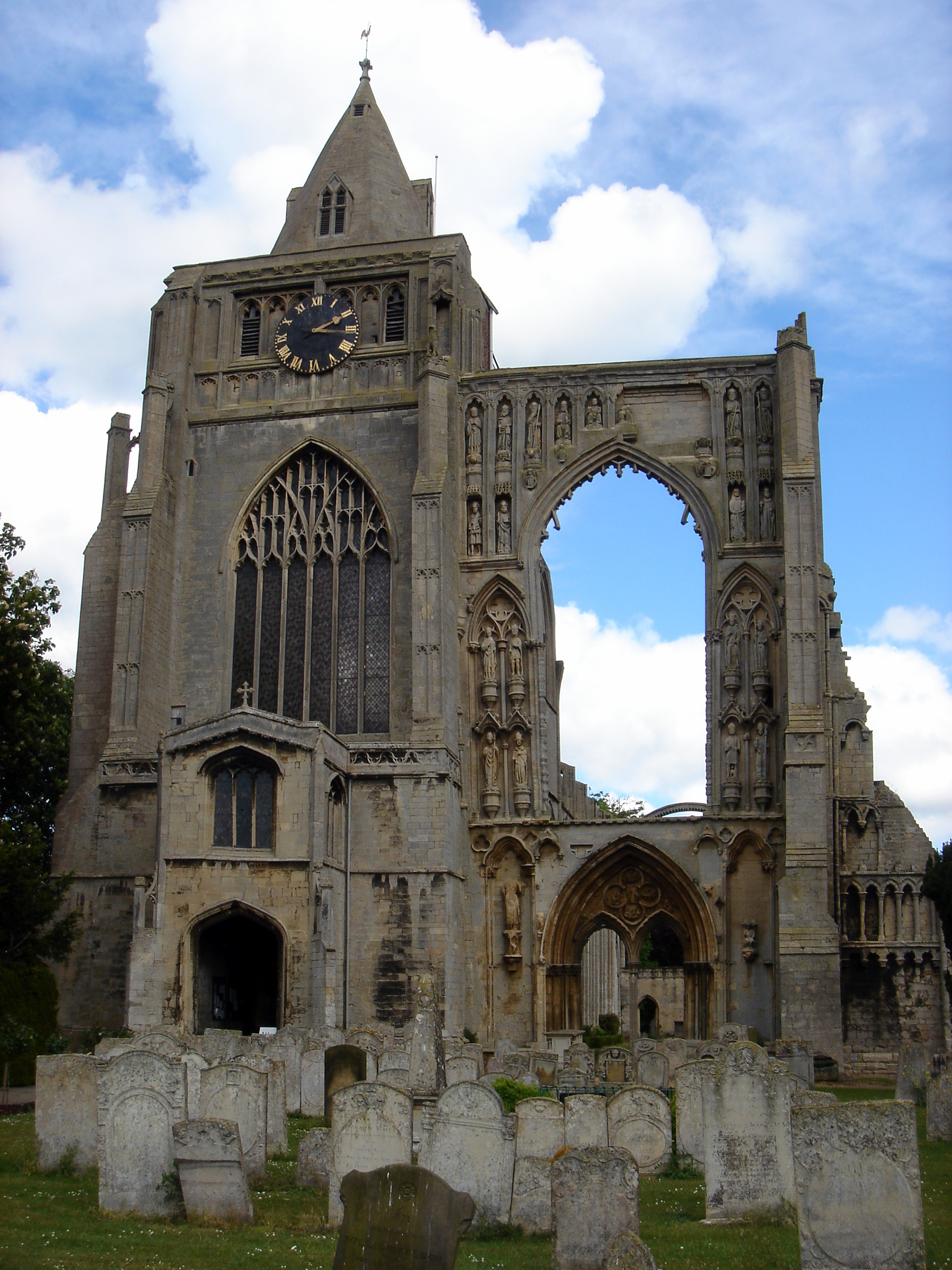
Abadía de Croyland, en Lincolnshire

La crónica de Croyland, también llamada crónica de Crowland, es una importante fuente primaria de historia medieval inglesa, especialmente del siglo XV. Toma el nombre de su lugar de origen, la abadía benedictina de Croyland o Crowland, situada en Lincolnshire (Inglaterra). Anteriormente fue conocida como la crónica de Ingulf o Ingulfus por su supuesto recopilador, el abad Ingulf del siglo XI. Como hoy se sabe que esa sección del texto es una falsificación posterior, se conoce a su autor como pseudo-Ingulf. Se ha cuestionado la validez de la propia fuente, en parte debido al desconocimiento del autor original y a las lagunas en la continuidad del texto. Tampoco se han hecho grandes esfuerzos por encontrar y traducir el manuscrito original.

## Contenido
En la abadía de Croyland, que fue la institución religiosa más próspera del este de Inglaterra durante la Edad Media, se escribieron varias crónicas. La historiadora Alison Weir afirma que las crónicas anteriores a 1117 son «espurias», mientras que las tres «continuaciones» anónimas que cubren los periodos 1144–1469, 1459–1468 y 1485–1486 son auténticas.
La primera entrada de la crónica se refiere al año 665 d. C. El texto atribuido al abad Ingulf describe la fundación por el rey Æthelbald de la abadía de Croyland, dedicada a San Guthlac, así como su destrucción por los daneses a finales del siglo IX, y la reconstrucción del monasterio. Una parte falsificada del texto se utilizó en su momento para apoyar la existencia de una forma de congé d'élire—un poder real que concedía la potestad de investir obispos o arzobispos— en la Inglaterra anglosajona antes de la conquista normanda.
La parte que cubre los años 1456-1486, llamada Segunda continuación se escribió en abril de 1486, cuando Enrique Tudor ya reinaba como Enrique VII de Inglaterra. El texto trata del preludio a la guerra de las Dos Rosas, y un corto relato de las batallas que lucharon Ricardo III y Enrique VII. Fue escrito por alguien que tenía acceso a información de la corte de Ricardo III, probablemente un doctor en derecho canónico y miembro del consejo de Eduardo IV. Algunos historiadores creen que el autor fue John Russell, obispo de Lincoln, que aunque fue lord canciller de Ricardo III durante la mayor parte de su reinado (hasta que Ricardo lo cesó el 24 de julio de 1485), quería congraciarse con el nuevo rey Enrique. Otros concluyen que la obra fue escrita por un monje de Crowland que editó una fuente varios siglos más antigua.
A lo largo de los años ha habido cierta confusión entre el segundo y tercer continuador, y el cuarto afirma no conocer la identidad del tercero. De hecho, es el segundo continuador (que cubre el periodo entre 1459 y 1486) quien dice estar escribiendo en abril de 1486, y en efecto, esta sección termina con el matrimonio de Enrique VII e Isabel de York y la rebelión de Stafford y Lovell. Esta fecha encaja con la supervivencia del Titulus regius en el texto, y se sabe que Russell estuvo en Crowland en abril de 1486.